# Castelló d'Empúries
Castelló d'Empúries (in catalano e ufficialmente; in spagnolo Castellón de Ampurias) è un comune spagnolo di 12 111 abitanti situato nella comunità autonoma della Catalogna.
È l'antica capitale del contado di Empuries e ancora conserva importanti elementi dell'epoca medievale, fra i quali gli edifici storici come la chiesa di Santa Maria (abitualmente ma impropriamente detta "la cattedrale" o "la cattedrale dell'Empordà"), il Palazzo dei Conti o il convento di San Domènec (San Domenico), la Casa comune, oltre alle sue strade e alle case medioevali.
All'interno del nucleo medievale di Castelló, oltre alla nobiltà, c'erano differenti comunità che nel complesso hanno spinto la cittadina ad assumere un ruolo predominante sulla zona, fra queste distaccava l'Aljama hebrea, ovvero l'amministrazione ebrea, che reggeva le sorti della comunità ebraica del distretto dell'Alt Empordà, con leggi e costumi propri.

## Geografia antropica

### Frazioni
A poca distanza dal centro comunale è stato edificato, a partire dagli anni sessanta, il vasto quartiere turistico di Empuriabrava (in spagnolo Ampuriabrava), costituito da una fitta rete di canali navigabili.

## Galleria d'immagini

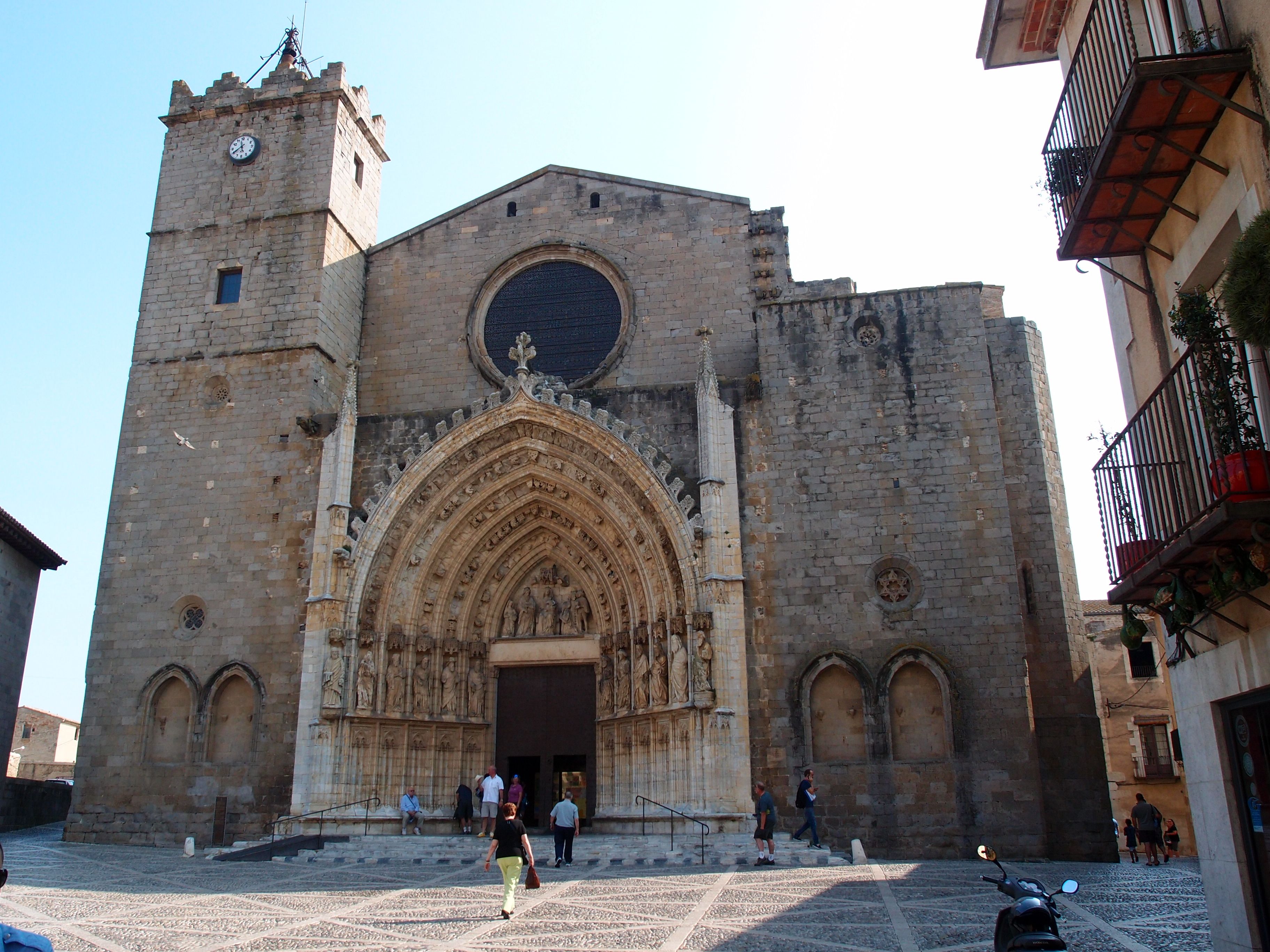
"Cattedrale" di S.Maria
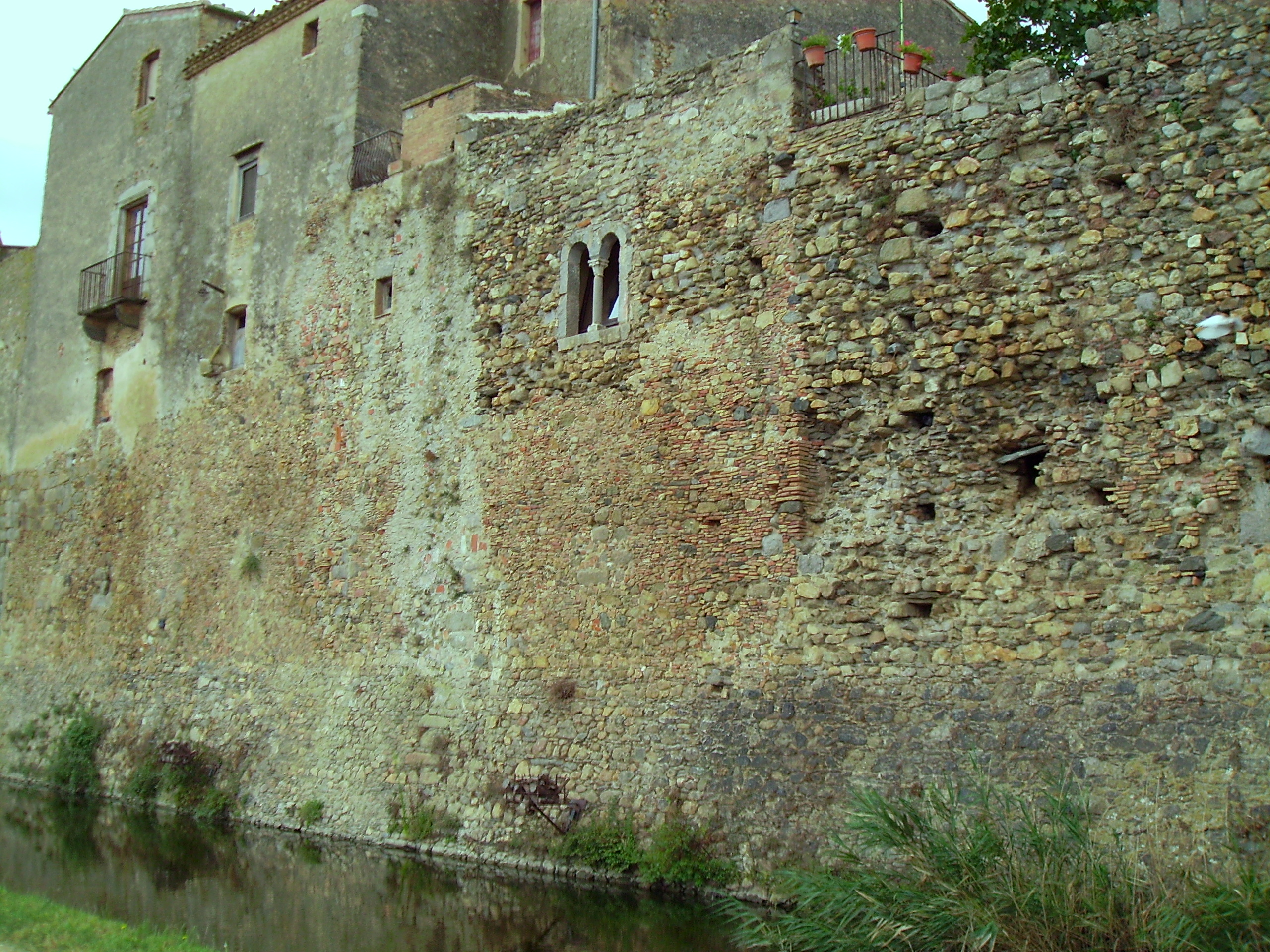
Mura medievali
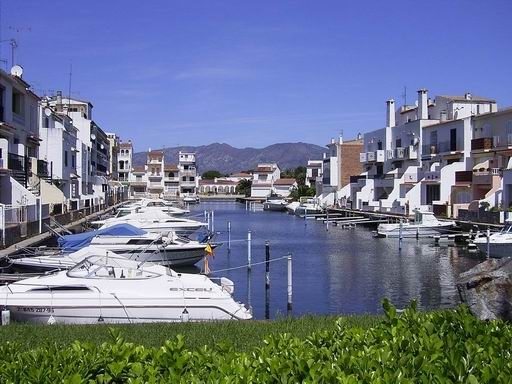
Marina di Empuriabrava